# Balaklava
Balaklava (en ruso: Балакла́ва, en tártaro de Crimea: Balıqlava) es una ciudad de la península de Crimea. Antes era una ciudad independiente, ahora es una gran localidad subordinada al municipio de Sebastopol, que no constituye parte de la República Autónoma de Crimea o República de Crimea. Su soberanía está en disputa con Ucrania, ya que esta no reconoce el referéndum de 2014 sobre su anexión a Rusia.

## Etimología
El nombre de Balaklava tiene su origen en el idioma de los tártaros de Crimea, y puede traducirse como nido de pescado. Anteriormente se llamó Чембало (Chembalo hasta 1475), Симболон (Simbolon) y Ямболи (Yamboli).
Es una de las más cómodas bahías para el atraque de barcos, por lo que sirve de base para submarinos. En los tiempos de la URSS era una localidad cerrada por cuestiones de seguridad. Después del colapso de la Unión Soviética, la base de submarinos fue desmontada y posteriormente convertida en el Museo Naval de Balaklava.
En los alrededores de la ciudad tuvo lugar la batalla de Balaklava, una de las más decisivas en la guerra de Crimea.

## Demografía
| Gráfica de evolución demográfica de Balaklava entre 1926 y 2018 |
|                                                                 |
| Fuente                                                          |

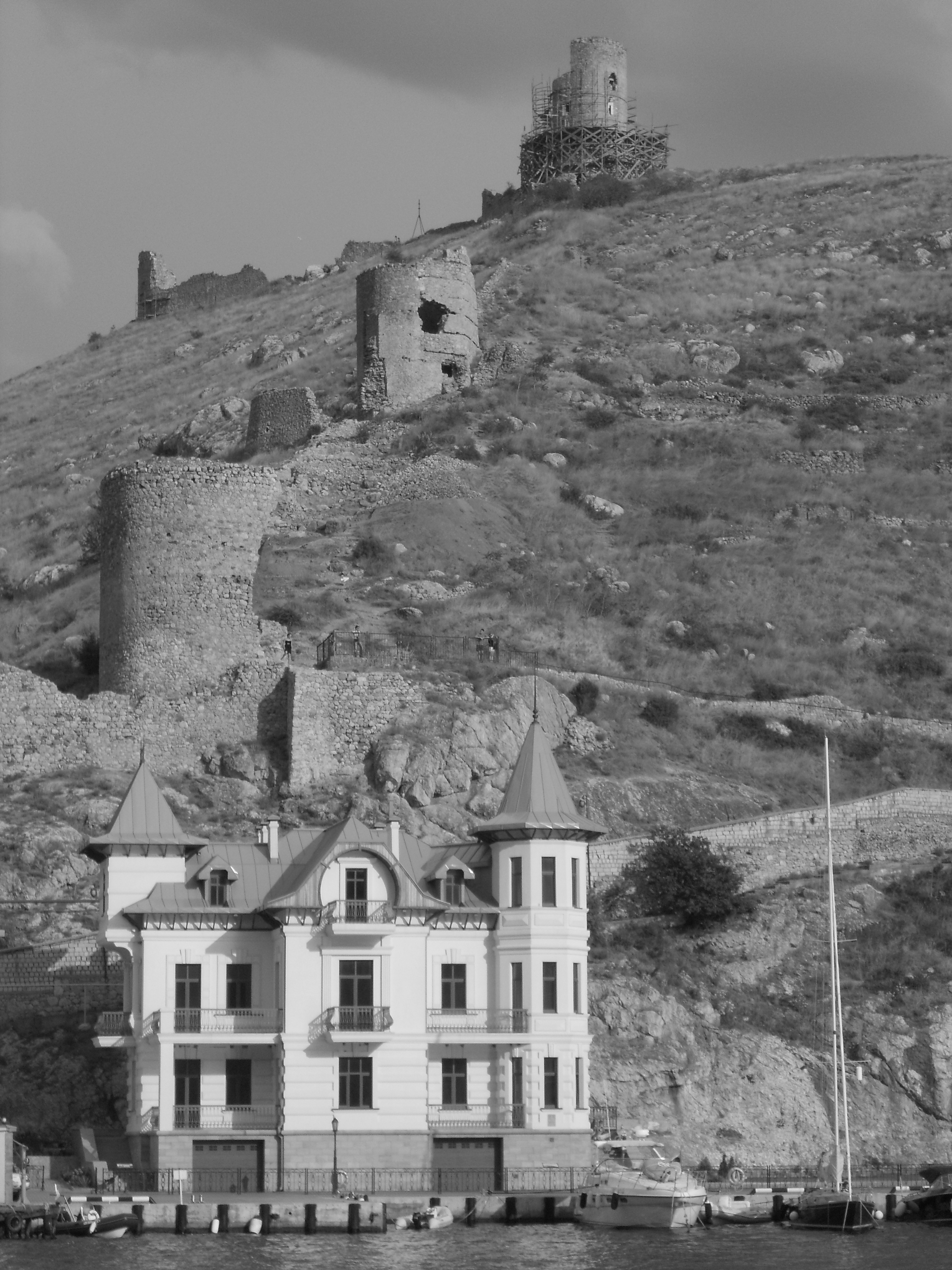
Fortaleza genovesa
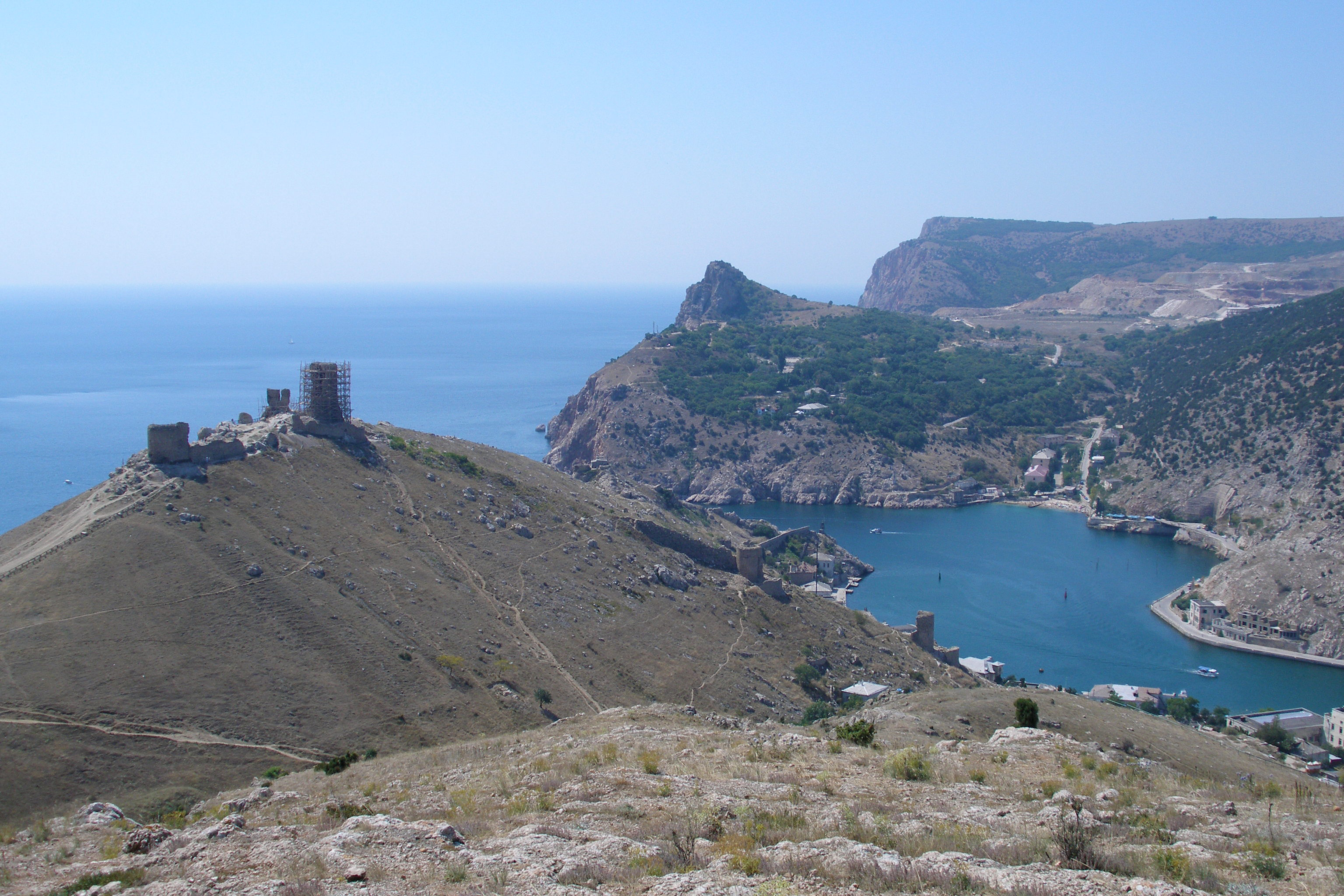
Fortaleza genovesa
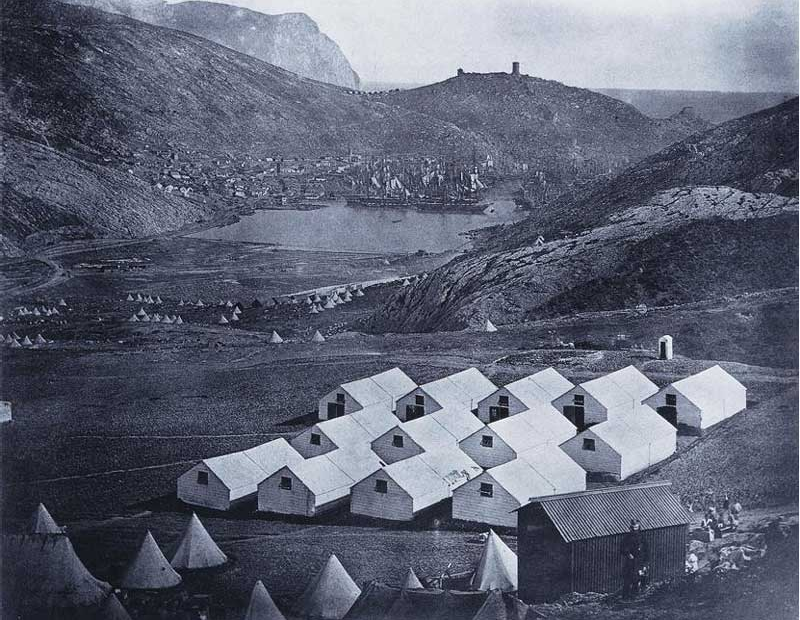
Campamento militar inglés 1854-1855 durante la Guerra de Crimea
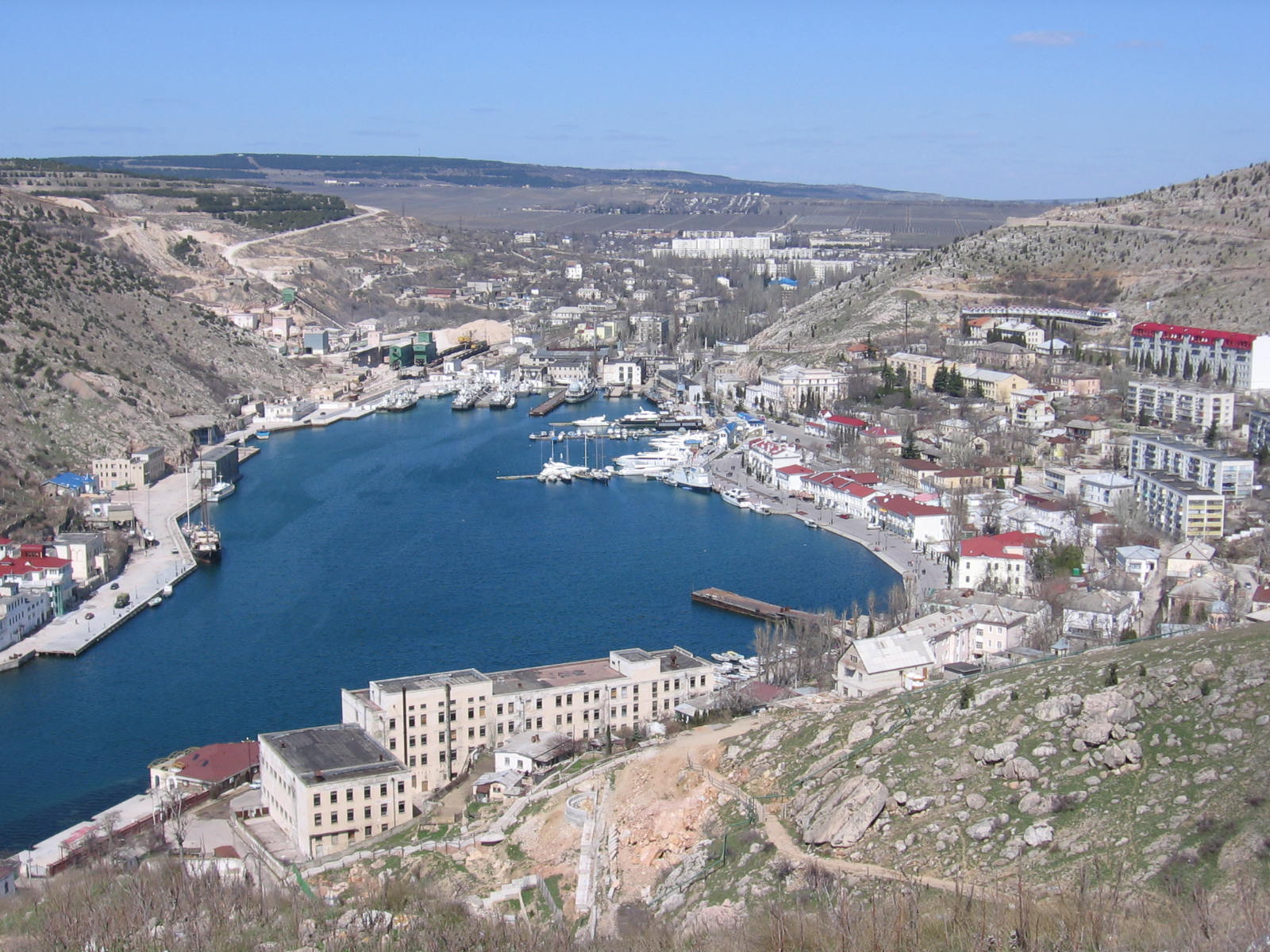
Bahía de Balaklava (vista desde la colina de la fortaleza)